# Systeminfo
systeminfo는 컴퓨팅에서 윈도우 XP 이상의 마이크로소프트 윈도우 버전들과 ReactOS에 포함된 명령 줄 유틸리티이다.
이 명령어는 하드웨어/소프트웨어 운영 체제 환경 변수들의 요약 출력문을 만들어낸다. 컴퓨터 및 컴퓨터의 운영 체제에 관한 자세한 구성 정보에는 운영 체제 구성, 보안 정보, 제품 ID, 하드웨어 속성(예: RAM, 디스크 공간, 네트워크 카드)의 데이터를 포함한다.
ReactOS 버전은 Dmitry Chapyshev와 Rafal Harabien이 개발했으며 GNU 일반 공중 사용 허가서(GPL)로 배포된다.

## 문법
문법은 다음과 같다:
```
systeminfo[.exe] [/s Computer [/u Domain\User [/p Password]]] [/fo {TABLE|LIST|CSV}] [/nh]
```

## 같이 보기
- 시스템 정보 (윈도우)